# Jan Bártů
Jan Bártů (né le 16 janvier 1955 à Prague) est un pentathlonien tchécoslovaque. Il participe aux Jeux olympiques d'été de 1976 où il remporte deux médailles.

## Palmarès

### Jeux olympiques
- Jeux olympiques de 1976 à Montréal,  Canada
  -  Médaille d'argent dans l'épreuve par équipe.
  -  Médaille de bronze dans l'épreuve individuelle[1]